# Friisgatan

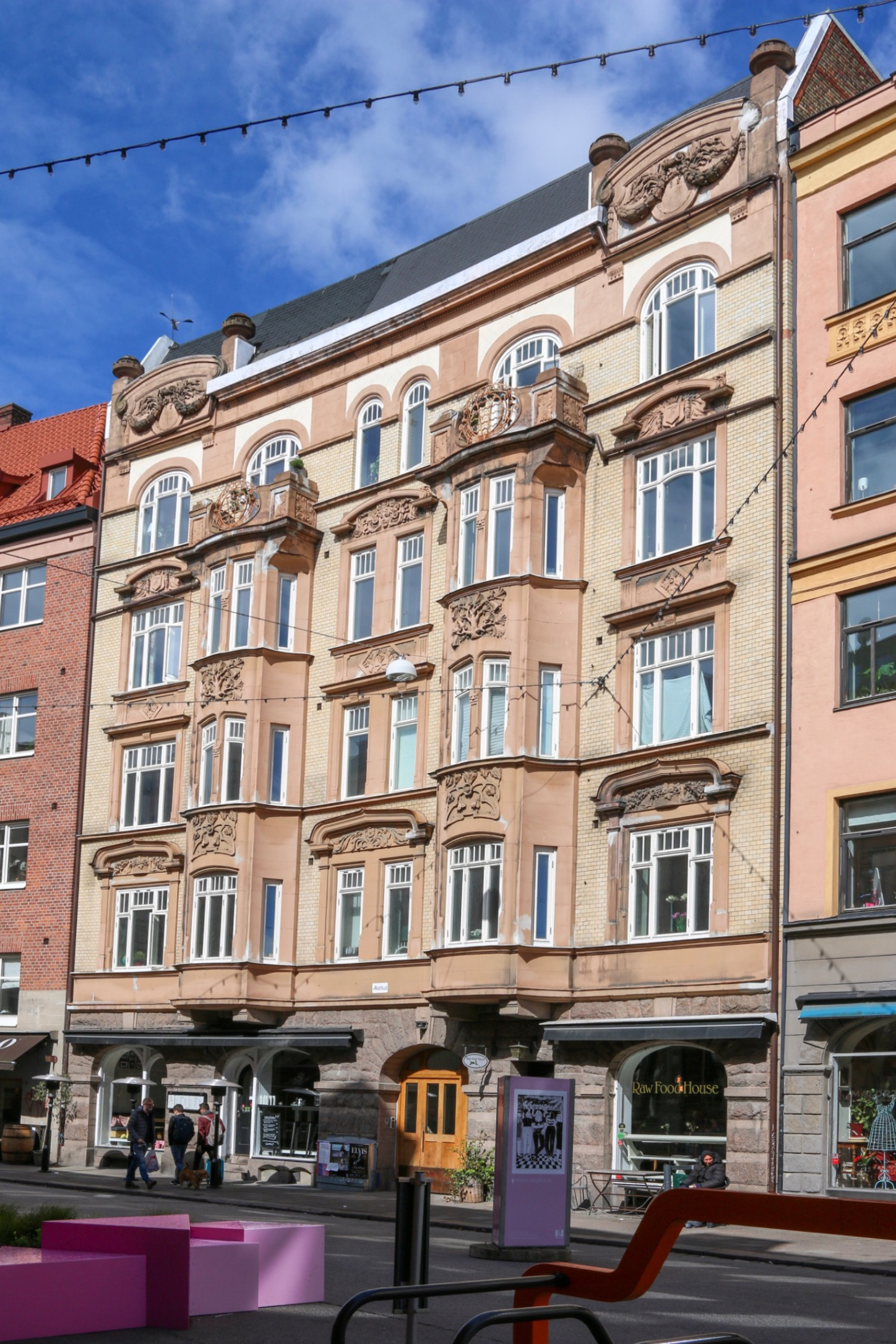
Hus vid Friisgatan.

Friisgatan är en gata i delområdena Rådmansvången och Möllevången i stadsområdena Norr och Innerstaden i Malmö. Den sträcker sig från Kapellgatan till Norra Parkgatan (vid Folkets Park) och korsar bland annat Södra Förstadsgatan och Bergsgatan. 
Friisgatan namngavs 1889 och förlängdes 1904. Gatan är uppkallad efter Hans Friis som var ägare av Möllevångsgården. Han hade även vin- och sprithandel, ångbåts- och speditionskontor och drev kafé. År 1866 öppnade han kafé och restaurang Tunneln. Längs Friisgatan finns en rad butiker och den betecknas numera som "Malmös nya kulturgata". Det finns för närvarande planer på att bygga om den till gågata.

## Referenser

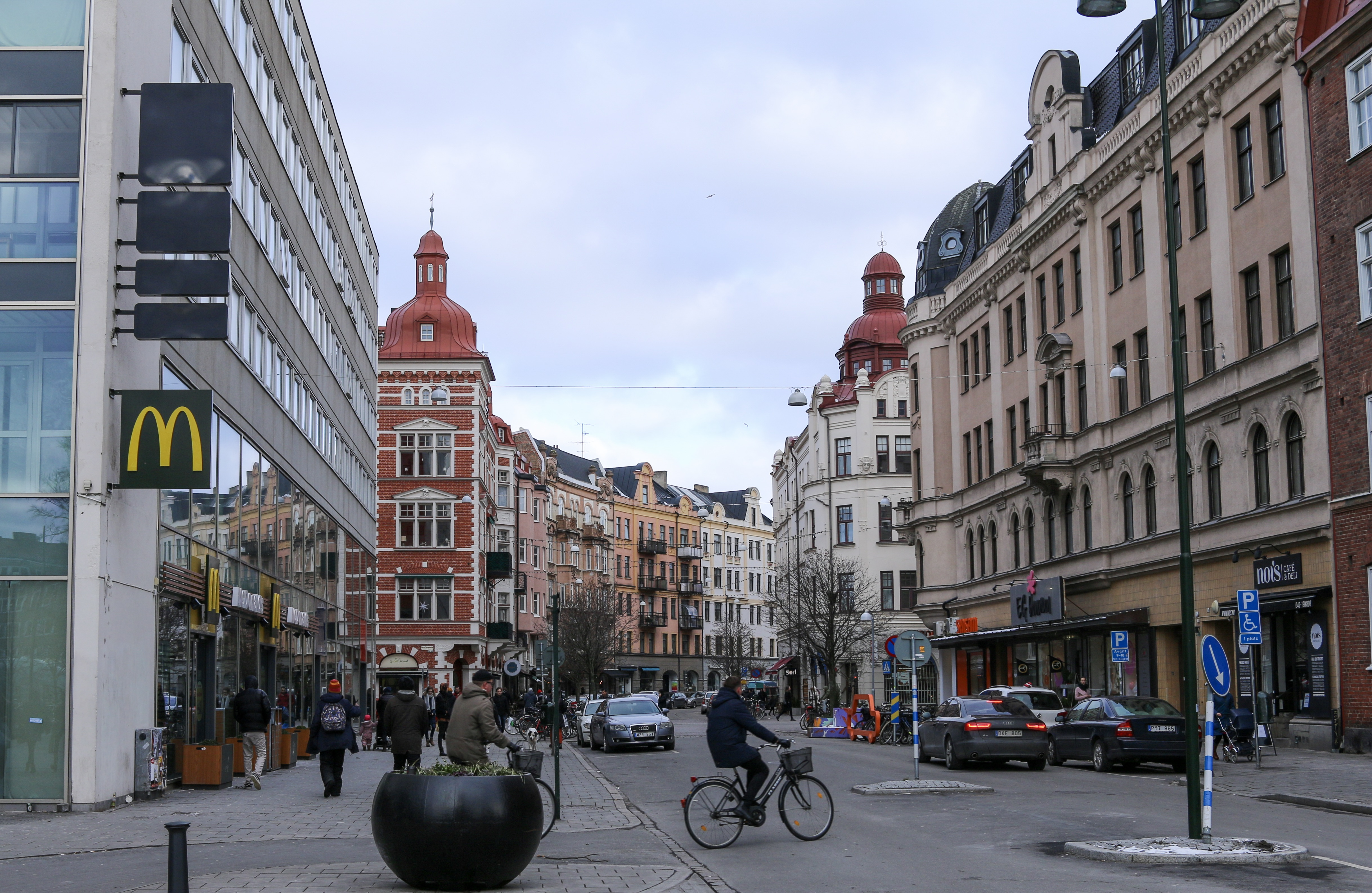
Friisgatan vid Johanneskyrkan.